# برج مناع
 برج منّـاع هي إحدى القرى اللبنانية من قرى جبل عامل في محافظة الجنوب.